# Serra de guix

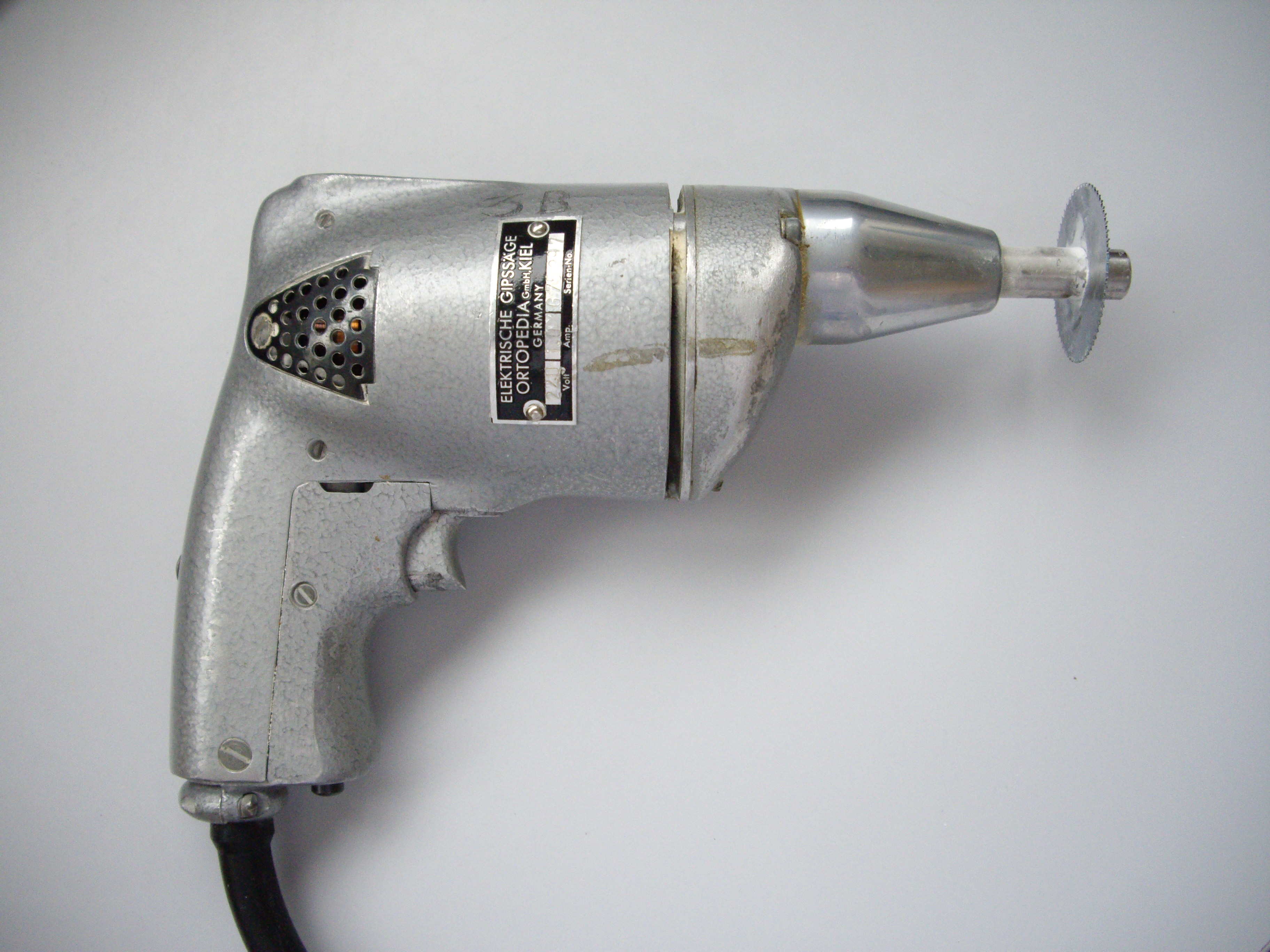
Elektrische Gipssäge, d'Ortopedia, Kiel, Alemanya

Una serra de guix o serra d'escayola és una eina elèctrica oscil·lant que s'utilitza per eliminar el uix ortopèdics. A diferència d'una serra circular amb fulla giratòria, una serra de guix utilitza una fulla afilada i de dents petites que oscil·la ràpidament o vibra cap endavant i cap enrere en un angle molt petit per tallar el material. Aquest dispositiu s'utilitza sovint amb un separador de guix. Com alternatives hi ha les cisalles de tall de fosa que van ser patentades el 1950 per Neil McKay.
De vegades, la fulla de la serra de guix pot entrar en contacte amb la pell del pacient, sense tallar-la, tot i que pot provocar laceracions quan s'utilitza sobre prominències òssies. El disseny permet a la serra tallar materials rígids com el guix o la fibra de vidre mentre que els teixits tous com la pell es mouen cap endavant i cap enrere amb la fulla, dissipant les forces de cisalla, evitant lesions. Una tècnica general en l'ús de la serra de guix sovint implica una demostració abans de tallar realment el motlle.
Les serres de guix modernes es remunten a la serra de tall de guix, de la que va ser presentada una petició de patent el 2 d'abril de 1945 per part de Homer H. Stryker, un cirurgià ortopèdic de Kalamazoo, Michigan.
Els procediments d'eliminació del motlle provoquen complicacions en menys de l'1% dels pacients. Aquestes complicacions poden incloure abrasions a la pell o lesions tèrmiques per fricció entre la serra i el motlle. Temperatures superiors a 101 °C (214 °F) s'han registrat durant l'eliminació de motlles de fibra de vidre. L'ús correcte de la serra és perforar (en comptes de tallar) el motlle, que després es pot separar amb un separador de guix.